# 6. Brandenburgisches Konzert
Johann Sebastian Bachs sechstes Brandenburgisches Konzert, BWV 1051, ist nicht nur mit zwei Bratschen und einem Violoncello als Soloinstrumenten sehr ungewöhnlich besetzt – noch auffälliger ist, dass diesen Instrumenten nicht etwa ein volles Streichorchester, sondern nur drei Mitglieder der Gambenfamilie und Basso continuo gegenüberstehen.
Das Werk ist das letzte in einer Sammlung von sechs Konzerten, die Bach im März 1721 unter dem Titel Six Concerts avec plusieurs instruments an den Markgrafen Christian Ludwig von Brandenburg-Schwedt sandte – Bach stellte diese Partitur aus bereits vorher komponierten Werken zusammen.

## Besetzung
Die eingangs erwähnten Solisten werden von zwei – sicher solistisch zu spielenden – Altgamben sowie Violone und Basso continuo begleitet, in Reihenfolge der Partitur:
- Zwei Violen solo
- Zwei Violen da gamba
- Violoncello solo
- Violone
- Basso continuo (Cembalo)

## Entstehung
Andere Fassungen dieser Komposition sind nicht erhalten; da die beiden Violen da gamba nur unwesentliche Füllstimmen haben und im Mittelsatz ganz schweigen, ist vermutet worden, dass sie erst später hinzugesetzt wurden (wobei an einigen Stellen auch kleine satztechnische Fehler entstanden). Mithin würde es sich ursprünglich um eine Triosonate für zwei Bratschen und Continuo gehandelt haben. Diese recht naheliegende These ist aber nicht durch Quellen gestützt; sie wirft im zweiten Satz die Frage auf, welche der Bassstimmen denn die ursprüngliche war, und auch die Anlage des Ritornells im Schlusssatz (mit den Oberstimmen unisono und geteilten Mittelstimmen) ist so nicht plausibel. Da der Schlusssatz von einigen Instrumenten andere Tonumfänge verlangt, könnte man hier eine unabhängige Entstehung von den beiden anderen Sätzen postulieren.
Wegen des schon zu Bachs Zeiten historischen Instrumentariums ist oft vermutet worden, dass es sich um das älteste Werk der Sammlung handelt. Eine andere Erklärung für die Besetzung wurde ursprünglich von Friedrich Smend vorgebracht: Der Fürst Leopold von Anhalt-Köthen, Bachs Arbeitgeber, habe sich als Gambist mit einer einfachen Partie an gemeinsamer Kammermusik beteiligen wollen. Nach seinem Nachlass zu urteilen, war dieser aber vor allem Geiger und Cembalist, und die Gambenpartie ist sicher auch zu unbedeutend, um sie seinem Fürsten anzubieten. Auch dürfen die hier eingesetzten Altgamben nicht mit den Bassgamben verwechselt werden, deren Spiel in aristokratischen Kreisen im 18. Jahrhundert Mode war (siehe Artikel Gambe).
Gewisse Parallelen zum ersten Satz von Tomaso Albinonis Konzert op. 7 Nr. 8, das 1715 veröffentlicht wurde, führten zu entsprechender Datierung nach diesem Zeitpunkt. Ohne sich konkret nur auf dieses Konzert zu beziehen, erkennt man heute Albinonis Kompositionstechniken im entwickelten Verhältnis von Ritornell und Soloepisode: „Die hörbare Auflösung oder Abstraktion von deren Gegensätzen aber zählt zu den charakteristischen Merkmalen von Bachs Konzertform um 1719“; damit wäre das Werk Bachs Köthener Zeit zuzurechnen und erst nach dem heute so „modern“ anmutenden Fünften Brandenburgischen Konzert entstanden.

## Musik
Das Werk folgt der Form einer italienischen Ouvertüre aus Konzertsatz, langsamem Mittelsatz und stilisiertem Tanz:
- Allegro ¢ B-Dur
- Adagio ma non tanto 3/2 Es-Dur – g-Moll
- Allegro 12/8 B-Dur

Der durch den Verzicht auf Violinen auffällig dunkle Gesamtklang, die Verwendung der (oft mit der Aristokratie assoziierten) Gamben und einige seltsam „altmodische“ harmonische Wendungen lassen heutige Hörer besonders im ersten und zweiten Satz an Consort-Musik denken. Andererseits wecken die Ecksätze deutliche Assoziationen an bäuerliche Tanzmusik, was die Vielschichtigkeit dieses Konzertes unterstreicht.

### Erster Satz
Der Gesamteindruck des ersten Satzes ist stark durch das für heutige Begriffe sehr ungewöhnliche Tutti-Ritornell geprägt. Es besteht aus einem eng geführten Kanon der beiden Violen. Etwas Vergleichbares hat Bach nur im Schlusssatz des Konzerts für zwei Violinen geschrieben; bei den italienischen Komponisten kommt dergleichen aber durchaus vor. Die anderen Instrumente unterstützen mit pulsierenden Achteln, offensichtlich hat die harmonische Entwicklung klares Primat vor melodisch-motivischen Vorgängen. Dieses Ritornell tritt in der Folge noch viermal in stark gekürzter Form auf, ehe es am Schluss vollständig den Satz abschließt.
Dazwischen sorgen fünf Episoden für die Modulation und führen eigenes, motivisch deutlicher ausgeformtes Material ein. Bereits die erste Episode besteht aus zwei klar unterscheidbaren Abschnitten, deren Motive auch in den folgenden Episoden aufgegriffen werden. Hier erhalten auch die Gamben Gelegenheit, kurz mit dem Themenkopf hervorzutreten.

### Zweiter Satz
Der langsame Satz verzichtet auf die Gamben, setzt aber im Bass ein ungewöhnliches satztechnisches Mittel ein: Während Violone und Continuo sich meist in Halben fortbewegen, verziert das Violoncello diese Line durch eingefügte Zwischentöne, spielt also Viertel, wodurch viele dissonante Reibungen in tiefer Lage entstehen. Der Satz ist deutlich zweiteilig; der erste Teil steht in Es-Dur und stellt eine Passacaglia dar, gegliedert durch ein elftaktiges Bassthema, über dem die Bratschen ein viertaktiges Thema entwickeln, das wie bei einer Fuge in der Quint beantwortet und dann jeweils in freier Fortspinnung zu Ende geführt wird.
Im zweiten Teil greift zunächst das Continuo das Thema auf. Dreimal setzen die Instrumente in verschiedenen Lagen an, erst beim dritten Mal erklingt das Thema vollständig. Nach einem kurzen Aufgreifen des Anfangsteils folgt ein Trugschluss und eine Coda mit zwei kadenzartigen Einschüben des Cellos; Dissonanzen, chromatische Durchgänge und verminderte Akkorde sorgen für einen schmerzlichen Ausdruck. Dieser Teil moduliert von g-Moll nach c-Moll, auf dessen Dominante er endet – ohne echte Verbindung zum folgenden Satz.
Der wenig geschlossene harmonische Verlauf erinnert an frühe italienische Concerti, und die gesamte Anlage des Satzes lässt an das Largo aus Giuseppe Torellis Concerto op. 8 Nr. 9 (1709) denken. Die Heterogenität der beiden Satzhälften hat zu der Vermutung geführt, dass der zweite Teil erst später ergänzt wurde; dies wird auch durch Details der Notation nahegelegt, konnte aber bisher nicht schlüssig bewiesen werden. Es ist wohl anzunehmen, dass Bach hier früher komponiertes Material integrierte.

### Dritter Satz
Der Schlusssatz ist eine stilisierte Gigue und steht so in Stil und Taktart in deutlichem Kontrast zum ersten Satz. Das reizvolle Thema lässt in Synkopen die beiden Bratschen ständig nach vorne drängen; demgegenüber wirkt das übrige Instrumentarium als behäbig-retardierendes Element. Der Satz ist dreiteilig mit identischen Rahmenabschnitten und einem kontrastierenden Mittelteil halber Länge. Die Binnenstruktur der Abschnitte  verwischt Bach durch Aufnahme von Ritornellmotiven in die Solopassagen; erst die dritte Soloepisode führt ganz unabhängiges Material ein.
Der Mittelteil steht in der Mollparallele und beginnt mit virtuosen Spielfiguren der Bratschen über einen Orgelpunkt; er bringt damit neues motivisches Material, auch wenn dieses mit schon Gehörtem subtil verwandt ist. Nach der längsten Soloepisode des ganzen Satzes führt der Schluss des Ritornells zurück in die Wiederholung des ersten Teils.

## Nachwirkung
Eine ungewöhnliche Hommage an Bach und an sein sechstes Brandenburgisches Konzert wurde erst in neuester Zeit entdeckt: das dreisätzige Konzert D-Dur TWV 51:D6 für Oboe solo, Violine, Viola und Continuo von Georg Philipp Telemann. Der Mittelsatz beginnt mit vier Akkorden mit den Tönen d – cis – e – dis in der Oberstimme. Dies lässt eine Frühfassung des Werks um eine große Terz tiefer vermuten, denn dann würden diese Töne zu b – a – c – h und wären so als eine Hommage an Johann Sebastian Bach zu verstehen. Die ungünstige Lage für die Oboe, der enge Tonumfang der Violine, die vollkommen gleiche Behandlung von Oboe und Violine und die Geringstimmigkeit des Tutti sprechen ebenfalls dagegen, dass wir hier die erste Fassung des Werks vor uns haben. Für eine Frühfassung in B-Dur lässt sich zwanglos eine Besetzung aus zwei Violen da braccio, einer Viola da gamba und Continuo annehmen. Dann hätte Telemann ein Werk geschrieben, das einen Reflex auf das sechste Brandenburgische Konzert darstellen dürfte.
Leider ist diese Komposition wie die meisten Werke Telemanns mit heutigem Wissen nicht datierbar, und weitere Einzelheiten dazu sind nicht überliefert. Telemann war mit Bach gut befreundet und Taufpate von dessen Sohn Carl Philipp Emanuel (1714–1788). Entgegen den oben angestellten stilistischen Überlegungen zur Datierung mag man dazu tendieren, die Komposition mit Telemanns Aufenthalt in Eisenach 1708 bis 1712 in Verbindung zu bringen, wo er mit Bach im nahen Weimar leicht Kontakt halten konnte.